# 佐藤ひろ美のコミデジ
Broccoli The Night 佐藤ひろ美のコミデジ（ブロッコリーザナイト さとうひろみのコミデジ）は佐藤ひろ美がパーソナリティを務めるラジオ番組。

## 出演者
- パーソナリティ：佐藤ひろ美
- コーナーアシスタントパーソナリティ：是空とおる（＃5～＃22）
- スタッフ：オサダ（ディレクター）、中曽ソウタロウ
- その他関連者：コミデジ編集長…コシキ／ブロッコリー…ヒデシマノゾミ（のぞみん）、シズクイシカズナ、ハラダケン（はらけん(＃14初登場)）、ハセガワ（はせぴょん(＃19初登場)）

## テーマ曲
- Dream Maker（歌：佐藤ひろ美）

## 番組概要
- 放送はラジオ関西で2005年11月4日から毎週金曜27:00～27:30に放送。インターネットラジオ＜音泉＞では4日遅れで毎週火曜日に再配信。

2005年
- 同枠の前番組「佐藤裕美のヒロミデンパ」に2005年12月10日からリニューアルされる「コミデジ」（ブロッコリー発行の季刊誌。旧名:コミックデ・ジ・キャラット）に連動した内容を付加した番組。その新番組の開始に伴いディレクターはやまけんからオサダに変更。
  - オープニングテーマ曲：「翼」（＃1～6）、「Dream Maker」（＃7～）
  - エンディングテーマ曲：「ミニスカート」（＃1～）（OP・EDいずれも3rdアルバム「Angelica」からのオリジナル曲）
- ペンネーム（ラジオネーム）の呼び方を第2回の放送からデジネームに統一してお便りを読んでいた（前番組は「デンパネーム」）
- 12月に佐藤裕美から佐藤ひろ美に改名したため、12月16日（＃7）の放送から「佐藤ひろ美の-」に変更

2006年
- まりあん（サトウマリア）が人事異動のため、3月3日放送分（＃18）で出演を降番
- 番組改編と「コミデジ+（プラス）」刷新のため3月31日放送分で地上波のラジオ関西終了。4月からタイトルを「佐藤ひろ美のコミデジ+」（コミデジプラス）に改題して音泉のみで1クール続投した（同番組は「+」の記事の方で説明）。

## 現行コーナー
冒頭から…
ひろ美に演じてほしい人物、有名人、人でないもの等々をオープニングで演じるコーナー。シチュエーション（設定、セリフ、特徴、有名人のモノマネのコツなど）を募集していた。採用の場合はその人物の小芝居をオープニングタイトルコールの前に行っていた
コミデジいんふぉ
「コミデジ」に関する最新情報をゲストも交えて伝えていくコーナー
ヨミデジ
季刊誌「コミデジ」に掲載されている作品の中から1つを選んでひろ美がアフレコに挑戦するコーナー。失敗の場合はペナルティとしてひろみマークII（豚貯金箱）に貯金をする（前番組の「ヒロミ自動車に乗りたい」と同じシステム）。「無印」での番組中盤頃からはブロッコリー広報（当時）のまりあんの手違いや、ゲストとの連帯責任などで500円を貯金することもあった。
ヨミデジの意味は「読んでみて でもって上達」を略したもの。
ヒロミ漫画家になりたい
漫画初挑戦のひろ美が本気で漫画家を目指して描くコーナー。指導者は是空とおるがアドバイスをしていた。

## ゲスト
2005年
- ＃3（11月18日）　細野佑美子・三浦初美
- ＃4（11月25日）　細野佑美子・三浦初美
- ＃5（12月2日）　是空とおる・ムラナコ
- ＃6（12月9日）　是空とおる・ムラナコ

2006年
- ＃15（2月10日） 伊月ゆい
- ＃18（3月3日） 上松範康〔Elements garden〕